# اسلام‌آباد (کوهمره سرخی)
اسلام‌آباد یک روستا در ایران است که در دهستان کوه مره سرخی شهرستان شیراز واقع شده‌است. اسلام‌آباد ۱۹۵ نفر جمعیت دارد
```
از مناطق تفریحی این روستا می‌توان به آبشار خارنگون که در نزدیکی این روستا است اشاره کرد.

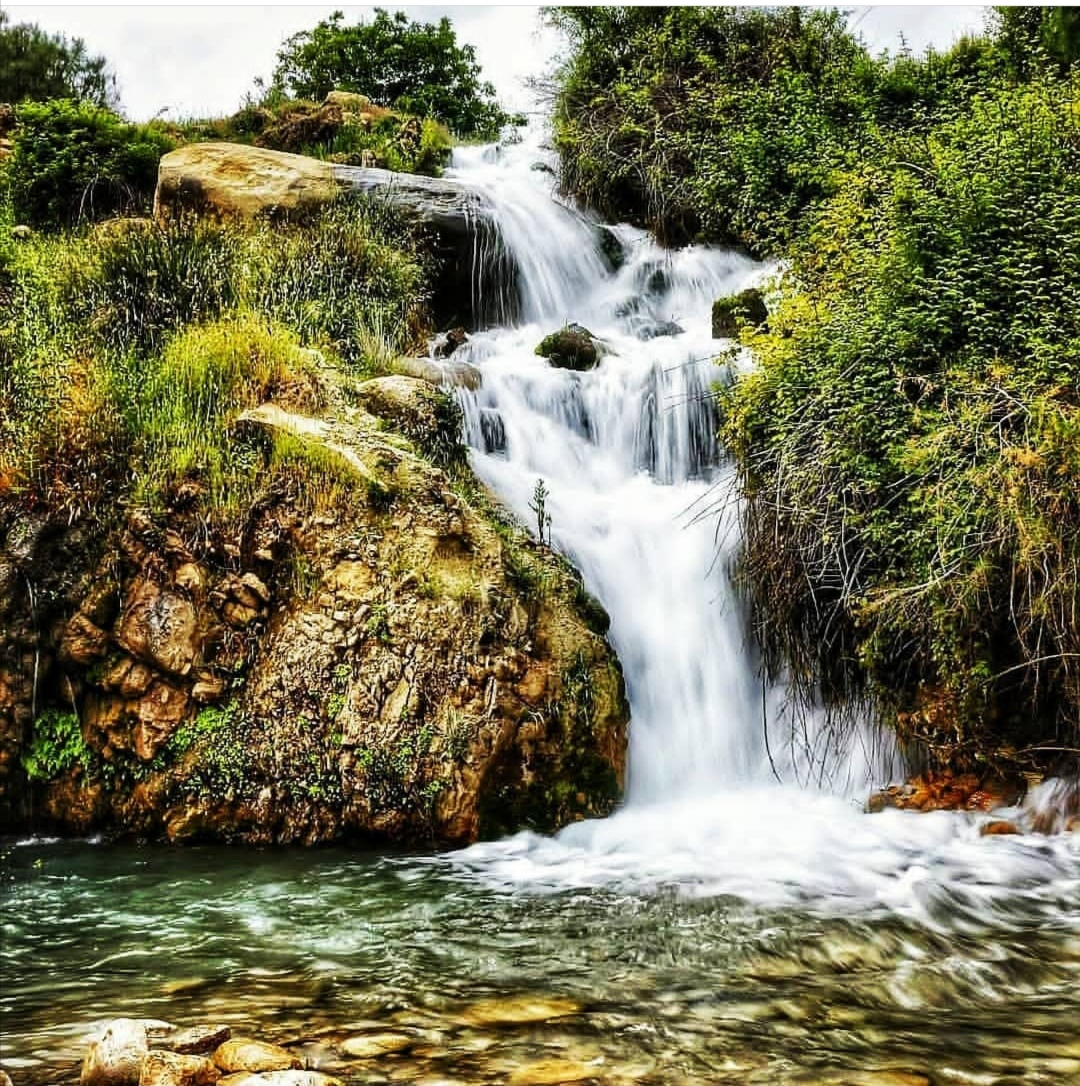
آبشار خارنگون

```